# ساشا ستيفانوفيتش
ساشا ستيفانوفيتش هو لاعب كرة قدم صربي في مركز حراسة المرمى، ولد في 4 أغسطس 1974 في كراغوييفاتس في صربيا. شارك مع منتخب صربيا والجبل الأسود لكرة القدم. أما مع النوادي، فقد لعب مع غيور تورنا أوزتالي ونادي أو إف كيه بيوغراد.

## وصلات خارجية
- ساشا ستيفانوفيتش على موقع الاتحاد الأوربي (الإنجليزية)
- ساشا ستيفانوفيتش على موقع قاعدة بيانات كرة القدم.إي يو (الإنجليزية)
- ساشا ستيفانوفيتش على موقع ناشيونال فوتبول تيمز (الإنجليزية)
- ساشا ستيفانوفيتش على موقع عالم كرة القدم.نت (الإنجليزية)